# Stanley-Cup-Playoffs 1934
Die Playoffs um den Stanley Cup des Jahres 1934 begannen am 20. März 1934 und endeten am 10. April 1934 mit dem 3:1-Erfolg der Chicago Black Hawks gegen die Detroit Red Wings. Die Black Hawks errangen damit ihren ersten Titel der Franchise-Geschichte, nachdem sie 1931 bereits einmal das Endspiel erreicht hatten und dort an den Canadiens de Montréal gescheitert waren. Für die Red Wings, die in Person von Larry Aurie den besten Scorer dieser Playoffs stellten, war es das erste Stanley-Cup-Finale überhaupt; sie sollten ihren ersten Erfolg zwei Jahre später feiern.

## Modus
Für die Playoffs qualifizierten sich die jeweils drei besten Teams der beiden Divisionen. Die beiden Divisionssieger spielten in einem ersten Halbfinale direkt einen der beiden Finalteilnehmer aus. Die vier übrigen Teams standen sich in zwei Viertelfinals gegenüber, wobei die beiden Divisionszweiten sowie die beiden Divisionsdritten aufeinandertrafen. Die Viertelfinals mündeten schließlich im zweiten Halbfinale, das den zweiten Finalteilnehmer ermittelte. Dabei wurde das erste Halbfinale sowie das Stanley-Cup-Finale im Best-of-Five-Modus ausgetragen, während in der zweiten Halbfinalserie und den beiden Viertelfinalserien grundsätzlich zwei Spiele ausgetragen wurden. In diesen wurde nur die Tordifferenz zum Weiterkommen berücksichtigt, sodass auch Unentschieden möglich waren.
In Serien mit Best-of-Five-Modus hatte das niedriger gesetzte Team in den ersten beiden Spielen Heimrecht, bevor die höher gesetzte Mannschaft drei Heimspiele in Folge bestritt. In Serien mit nur zwei Partien richtete jedes Team ein Heimspiel aus. Anzumerken ist jedoch, das von der dargestellten Verteilung des Heimrechts aus verschiedenen Gründen regelmäßig abgewichen wurde.
Bei Spielen, die nach der regulären Spielzeit von 60 Minuten unentschieden blieben, folgte die Overtime. Sie endete durch das erste erzielte Tor (Sudden Death). Von dieser Regelung ausgenommen waren die Viertelfinalspiele sowie das zweite Halbfinale, die allesamt Unentschieden enden konnten und nur in die Overtime gingen, sofern die Tordifferenz am Ende des zweiten Spiels keinen Sieger hervorgebracht hatte.

## Qualifizierte Teams
| Canadian Division - (C1) Toronto Maple Leafs - (C2) Canadiens de Montréal - (C3) Montreal Maroons | American Division - (A1) Detroit Red Wings - (A2) Chicago Black Hawks - (A3) New York Rangers |

## Playoff-Baum
|  | Viertelfinale | Viertelfinale         | Viertelfinale       |                   |                     | Halbfinale | Halbfinale        | Halbfinale |  |  | Stanley-Cup-Finale | Stanley-Cup-Finale | Stanley-Cup-Finale |
|  |               |                       |                     |                   |                     |            |                   |            |  |  |                    |                    |                    |
|  |               |                       |                     |                   |                     |            |                   |            |  |  |                    |                    |                    |
|  |               |                       |                     |                   |                     |            |                   |            |  |  |                    |                    |                    |
|  | C1            | Toronto Maple Leafs   | 2                   |                   |                     |            |                   |            |  |  |                    |                    |                    |
|  | C1            | Toronto Maple Leafs   | 2                   |                   |                     |            |                   |            |  |  |                    |                    |                    |
|  |               |                       | A1                  | Detroit Red Wings | 3                   |            |                   |            |  |  |                    |                    |                    |
|  |               |                       |                     | Detroit Red Wings | 3                   |            |                   |            |  |  |                    |                    |                    |
|  |               |                       |                     |                   |                     |            |                   |            |  |  |                    |                    |                    |
|  |               |                       |                     |                   |                     |            |                   |            |  |  |                    |                    |                    |
|  |               |                       |                     |                   |                     | A1         | Detroit Red Wings | 1          |  |  |                    |                    |                    |
|  |               | A2                    | Chicago Black Hawks | 3                 |                     |            |                   |            |  |  |                    |                    |                    |
|  | C2            | Canadiens de Montréal | 03                  |                   |                     |            |                   |            |  |  |                    |                    |                    |
|  | A2            | Chicago Black Hawks   | 14                  |                   |                     |            |                   |            |  |  |                    |                    |                    |
|  | A2            | Chicago Black Hawks   | 14                  | A2                | Chicago Black Hawks | 26         |                   |            |  |  |                    |                    |                    |
|  |               |                       |                     | A2                | Chicago Black Hawks | 26         |                   |            |  |  |                    |                    |                    |
|  |               |                       | A3                  | Montreal Maroons  | 02                  |            |                   |            |  |  |                    |                    |                    |
|  | C3            | Montreal Maroons      | A3                  | Montreal Maroons  | 02                  | 12         |                   |            |  |  |                    |                    |                    |
|  | C3            | Montreal Maroons      |                     |                   |                     |            |                   |            |  |  |                    |                    |                    |
|  | A3            | New York Rangers      | 01                  |                   |                     |            |                   |            |  |  |                    |                    |                    |

## Viertelfinale

### (A2) Chicago Black Hawks – (C2) Canadiens de Montréal
| 22. März 1934 | Canadiens de Montréal Howie Morenz (13:40) Wildor Larochelle (17:15) | 2:3 (2:1, 0:1, 0:1) Spielbericht Stand: 0:1 | Chicago Black Hawks Johnny Gottselig (3:04) Lionel Conacher (30:15) Johnny Gottselig (44:34) | Forum de Montréal, Montréal, Québec |

| 25. März 1934 | Chicago Black Hawks Mush March (71:05) | 1:1 n. V. (0:1, 0:0, 0:0, 1:0) Spielbericht Stand: 1:0 Tordifferenz: 4:3 | Canadiens de Montréal Johnny Gagnon (15:07) | Chicago Stadium, Chicago, Illinois |

### (A3) New York Rangers – (C3) Montreal Maroons
| 20. März 1934 | Montreal Maroons | 0:0 (0:0, 0:0, 0:0) Spielbericht Stand: 0:0 | New York Rangers | Forum de Montréal, Montréal, Québec |

| 25. März 1934 | New York Rangers Vic Ripley (24:25) | 1:2 (0:0, 1:1, 0:1) Spielbericht Stand: 0:1 Tordifferenz: 1:2 | Montreal Maroons Earl Robinson (36:36) Earl Robinson (52:09) | Madison Square Garden, New York City, New York |

## Halbfinale

### (C1) Toronto Maple Leafs – (A1) Detroit Red Wings
| 22. März 1934 | Toronto Maple Leafs Charlie Conacher (8:33) | 1:2 n. V. (1:0, 0:0, 0:1, 0:1) Spielbericht Stand: 0:1 | Detroit Red Wings Ebbie Goodfellow (55:40) Herbie Lewis (61:33) | Maple Leaf Gardens, Toronto, Ontario |

| 24. März 1934 | Toronto Maple Leafs Hec Kilrea (51:12) Charlie Conacher (52:16) Red Horner (57:31) | 3:6 (0:1, 0:2, 3:3) Spielbericht Stand: 0:2 | Detroit Red Wings Ebbie Goodfellow (3:49) Herbie Lewis (28:19) Ebbie Goodfellow (33:30) Teddy Graham (52:49) Larry Aurie (53:01) Herbie Lewis (58:08) | Maple Leaf Gardens, Toronto, Ontario |

| 26. März 1934 | Detroit Red Wings Herbie Lewis (34:59) | 1:3 (0:1, 1:1, 0:1) Spielbericht Stand: 2:1 | Toronto Maple Leafs Ken Doraty (18:46) Ken Doraty (38:54) Hec Kilrea (59:35) | Detroit Olympia, Detroit, Michigan |

| 28. März 1934 | Detroit Red Wings Cooney Weiland (49:37) | 1:5 (0:1, 0:1, 1:3) Spielbericht Stand: 2:2 | Toronto Maple Leafs Joe Primeau (14:09) Charlie Conacher (36:47) Joe Primeau (45:44) Charlie Sands (48:25) Busher Jackson (59:29) | Detroit Olympia, Detroit, Michigan |

| 30. März 1934 | Detroit Red Wings Ebbie Goodfellow (15:03) | 1:0 (1:0, 0:0, 0:0) Spielbericht Stand: 3:2 | Toronto Maple Leafs | Detroit Olympia, Detroit, Michigan |

### (A2) Chicago Black Hawks – (C3) Montreal Maroons
| 28. März 1934 | Montreal Maroons | 0:3 (0:1, 0:2, 0:0) Spielbericht Stand: 0:1 | Chicago Black Hawks Elwin Romnes (0:43) Paul Thompson (21:00) Don McFadyen (23:25) | Forum de Montréal, Montréal, Québec |

| 1. April 1934 | Chicago Black Hawks Paul Thompson (0:25) Don McFadyen (25:30) Tom Cook (47:55) | 3:2 (1:1, 1:0, 1:1) Spielbericht Stand: 2:0 Tordifferenz: 6:2 | Montreal Maroons Baldy Northcott (11:22) Baldy Northcott (41:40) | Chicago Stadium, Chicago, Illinois |

## Stanley-Cup-Finale

### (A1) Detroit Red Wings – (A2) Chicago Black Hawks
| 3. April 1934 | Detroit Red Wings Herbie Lewis (44:40) | 1:2 n. V. (0:1, 0:0, 1:0, 0:0, 0:1) Spielbericht Stand: 0:1 | Chicago Black Hawks Lionel Conacher (17:50) Paul Thompson (81:10) | Detroit Olympia, Detroit, Michigan |

| 5. April 1934 | Detroit Red Wings Herbie Lewis (29:58) | 1:4 (0:1, 1:0, 0:3) Spielbericht Stand: 0:2 | Chicago Black Hawks Rosario Couture (17:52) Elwin Romnes (41:28) Art Coulter (45:34) Johnny Gottselig (58:02) | Detroit Olympia, Detroit, Michigan |

| 8. April 1934 | Chicago Black Hawks Paul Thompson (0:28) Johnny Gottselig (38:07) | 2:5 (1:2, 1:0, 0:3) Spielbericht Stand: 2:1 | Detroit Red Wings Gord Pettinger (6:07) Larry Aurie (8:40) Doug Young (53:50) Cooney Weiland (58:20) Larry Aurie (59:53) | Chicago Stadium, Chicago, Illinois |

| 10. April 1934 | Chicago Black Hawks Mush March (90:05) | 1:0 n. V. (0:0, 0:0, 0:0, 0:0, 1:0) Spielbericht Stand: 3:1 | Detroit Red Wings | Chicago Stadium, Chicago, Illinois |

### Stanley-Cup-Sieger
| Stanley-Cup-Sieger Chicago Black Hawks | Torhüter: Chuck Gardiner (C) Verteidiger: Taffy Abel, Lionel Conacher, Art Coulter, Roger Jenkins Angreifer: Tom Cook, Rosario Couture, Leroy Goldsworthy, Johnny Gottselig, Bill Kendall, Jack Leswick, Mush March, Don McFadyen, Elwin Romnes, Johnny Sheppard, Paul Thompson, Louis Trudel Cheftrainer: Tommy Gorman General Manager: Frederic McLaughlin |

## Beste Scorer
Abkürzungen: GP = Spiele, G = Tore, A = Assists, Pts = Punkte, PIM = Strafminuten; Fett: Bestwert
| Spieler          | Team    | GP | G | A | Pts | PIM |
| ---------------- | ------- | -- | - | - | --- | --- |
| Larry Aurie      | Detroit | 9  | 3 | 7 | 10  | 2   |
| Elwin Romnes     | Chicago | 8  | 2 | 7 | 9   | 0   |
| Herbie Lewis     | Detroit | 9  | 6 | 2 | 8   | 2   |
| Paul Thompson    | Chicago | 8  | 4 | 3 | 7   | 4   |
| Johnny Gottselig | Chicago | 8  | 4 | 3 | 7   | 4   |
| Ebbie Goodfellow | Detroit | 9  | 4 | 3 | 7   | 12  |
| Joe Primeau      | Toronto | 5  | 2 | 4 | 6   | 6   |
| Charlie Conacher | Toronto | 5  | 3 | 2 | 5   | 0   |
| Ken Doraty       | Toronto | 5  | 2 | 2 | 4   | 0   |
| Don McFadyen     | Chicago | 8  | 2 | 2 | 4   | 7   |
| Mush March       | Chicago | 8  | 2 | 2 | 4   | 6   |
| Cooney Weiland   | Detroit | 9  | 2 | 2 | 4   | 6   |

## Beste Torhüter
Die kombinierte Tabelle zeigt die drei besten Torhüter in der Kategorie Gegentorschnitt sowie den jeweils Führenden in Shutouts und Siegen.
Abkürzungen: GP = Spiele, Min = Eiszeit (in Minuten), W = Siege, L = Niederlagen, T = Unentschieden, GA = Gegentore, SO = Shutouts, GAA = Gegentorschnitt; Fett: Bestwert; Sortiert nach Gegentorschnitt.
Erfasst werden nur Torhüter mit 120 absolvierten Spielminuten.
| Spieler         | Team          | GP | Min    | W | L | T | GA | SO | GAA  |
| --------------- | ------------- | -- | ------ | - | - | - | -- | -- | ---- |
| Andy Aitkenhead | NY Rangers    | 2  | 120:00 | 0 | 1 | 1 | 2  | 1  | 1,00 |
| Chuck Gardiner  | Chicago       | 8  | 542:20 | 6 | 1 | 1 | 12 | 2  | 1,33 |
| Dave Kerr       | Montreal Mar. | 4  | 240:00 | 1 | 2 | 1 | 7  | 1  | 1,75 |